# Чинароцветни
Чинароцветните (Proteales) са разред покритосеменни растения. Признат е от почти всички систематици. Обхваща три или четири семейства.
Представителите на Чинароцветни са много различни един от друг. Разредът съдържа растения, които изобщо не си приличат. Общото между тях е семената с малко или никакъв ендосперм. Яйцеклетките често са атрофирали.

## Таксономия
В класификационната система на Далгрен чинароцветните са в надразред Proteiflorae (наричан още Proteanae). Системата APG II от 2003 г. също разпознава този разред и го поставя в клад еудикоти със следното обозначение:
- разред Чинароцветни
  - Лотосови (Nelumbonaceae)
  - семейство Proteaceae [+ семейство Platanaceae]

където "+ ..." = незадължително самостоятелно семейство, което може да бъде обособено от предходното семейство.
Системата APG III от 2009 г. следва същия подход, но предпочита по-тесния обхват на трите семейства, като твърдо признава три семейства в Чинароцветни: Nelumbonaceae, Platanaceae и Proteaceae. Системата APG IV от 2016 г., както и последната класификация на Групата по филогения на покритосеменните, актуализирана на официалния ѝ сайт към юли 2022 г., разредът включва четири семейства:
- Лотосови (Nelumbonaceae)
- Протейнови (Proteaceae)
- Чинарови (Platanaceae)
- Sabiaceae

Добре известни членове на Чинароцветни включват протеите от Южна Африка, банксиите и макадамията от Австралия, чинарът и индийския лотос . Произходът на разреда е очевидно древен, с доказателства за диверсификация в средата на креда, преди повече от 100 милиона години. Интерес представлява настоящото разпространение на семейството, като Proteaceae са предимно семейство от южното полукълбо, докато Platanaceae и Nelumbonaceae са растения от северното полукълбо.